# تشارلي إيرل
تشارلي إيرل (بالإنجليزية: Chuck Earl)‏ هو سياسي أمريكي، ولد في 6 يونيو 1946 في فوستوريا في الولايات المتحدة. حزبياً، نشط في الحزب الجمهوري. وقد انتخب عضو مجلس نواب أوهايو.